# Kitsch

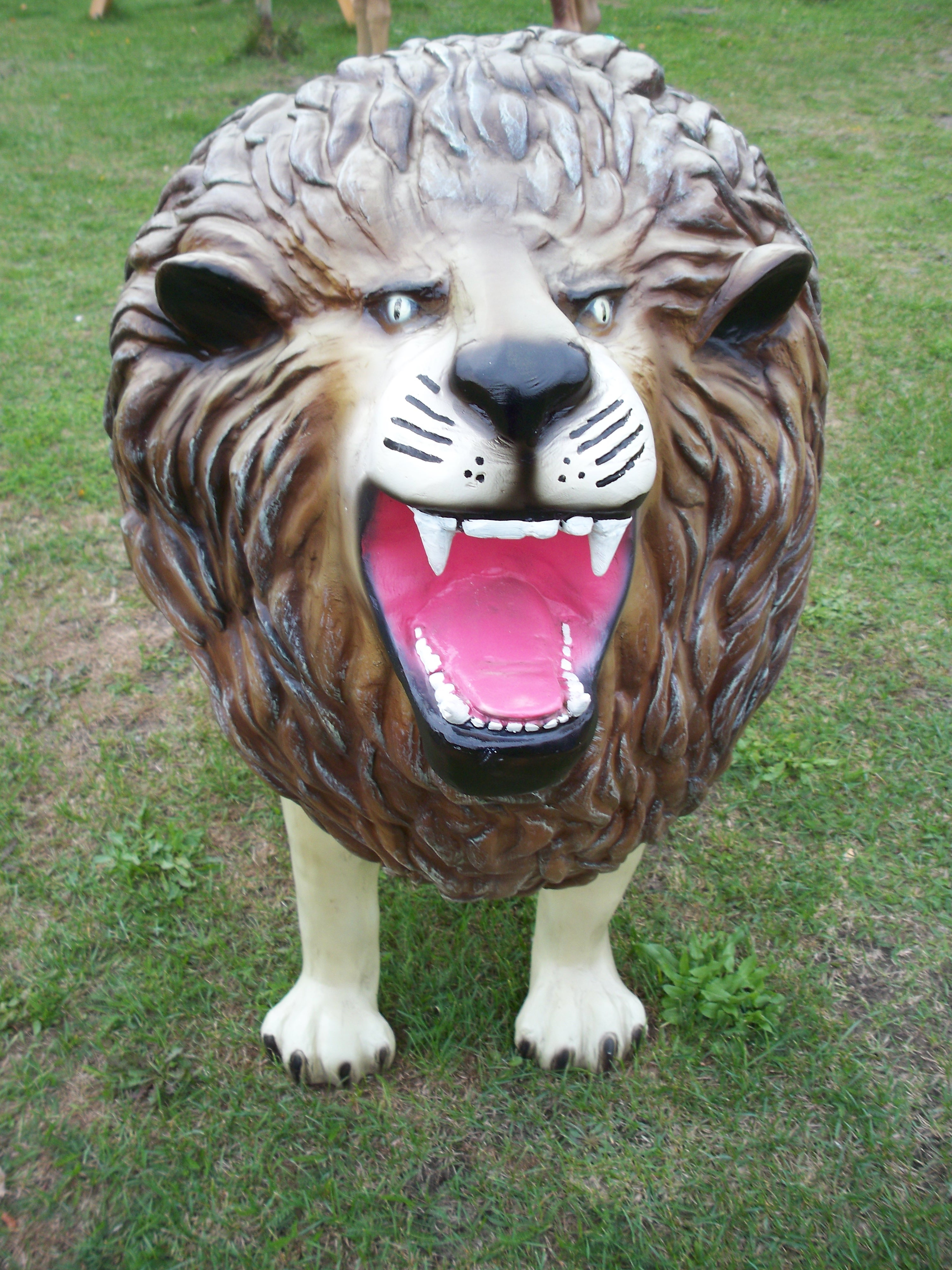
Um leão de jardim

Kitsch (/kɪtʃ/, empréstimo do alemão) possui significado e aplicação controversos. Usualmente é empregado nos estudos de estética para designar uma categoria de objetos vulgares, baratos, sentimentais, bregas (cheesy, do inglês), que copiam referências da cultura erudita sem critério e sem atingirem o nível de qualidade de seus modelos, e que se destinam, conforme o seu crítico popularizador, Clement Greenberg, ao consumo de massa. Embora o kitsch apresente a si mesmo como "profundo", "artístico", "importante" ou "emocionante", raramente estes qualificativos são adquiridos por características intrínsecas ao objeto, antes derivam de associações externas que seu público estabelece. É uma expressão essencialmente figurativa, sendo difícil detectá-lo nas artes abstratas, pois depende de um conteúdo narrativo para exercer seu efeito.
Alguns autores entendem o kitsch como uma atitude e um espírito geral de complacência e supressão do senso crítico, que pode se estender a áreas bem distintas da arte, como a política, a religião, a economia, o erotismo e praticamente toda a esfera da vida humana, e sua estética, de enorme penetração na psicologia das massas, muitas vezes é usada pelas elites para dirigir a opinião pública, seja na forma de publicidade comercial, educação escolar, propaganda partidária ou iconografia religiosa.
É um produto da industrialização e da cultura de massa, sendo considerado típico da classe média com pretensões de ascensão social, mas nos círculos ilustrados emprega-se o termo frequentemente com intenção pejorativa e como reprovação moral. Entretanto, o kitsch é um fenômeno de largo alcance, movimenta uma indústria milionária e para grande número de pessoas constitui, mais do que uma simples questão de gosto, todo um modo de vida, tendo para este público todos os atributos da legitimidade. Apareceu de forma importante também na produção de muitos artistas influentes do "grande circuito", e quase toda a arte, arquitetura e design pós-modernos apresentam características que podem ser classificadas como kitsch. Hoje em dia a tradicional distinção entre ele e a cultura erudita dificilmente se sustenta em bases objetivas.

## Etimologia, origens, primeiros estudos
A palavra "kitsch" tem uma origem pouco clara. Segundo o dicionário etimológico de Friedrich Kluge, a palavra surgiu entre pintores alemães em torno de 1870. Talvez estivesse associada ao ato de atravancar, amontoar detritos ou barro nas ruas, kitschen, e ao instrumento com que isso era feito, Kitsche. No dialeto do sul da Alemanha significava também fazer móveis novos a partir de velhos. Também poderia estar ligada à palavra verkitschen, que significa trapacear, vender uma coisa no lugar de outra. Outras palavras alemãs com a mesma terminação "tsch" comumente se referem a coisas vulgares, ingênuas, sentimentais ou infantis. Richard Avenarius relatou outra origem possível, indicando ter aparecido em Munique a partir da palavra inglesa sketch, esboço, aplicado a pinturas baratas de baixa qualidade na intenção de classificá-las como "lixo". Para Gilbert Highet, contudo, a palavra pode derivar do russo kitchit'sya, significando "ser desdenhoso e orgulhoso", e já foi aventado que seja um trocadilho com o termo francês chic, chique. O que importa é saber que desde sua origem kitsch assumiu uma conotação negativa.

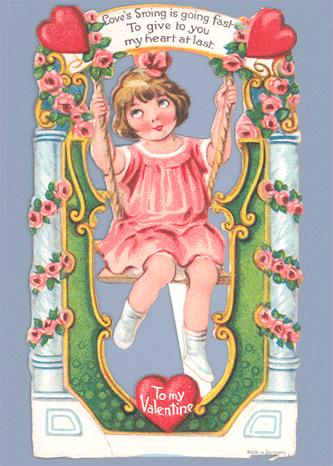
Cartão de Valentine's Day de 1920

Alguns críticos, como Abraham Moles, Arthur Koestler e Susan Sontag, entendem que o kitsch é um fenômeno recorrente na história da arte, mas a maior parte dos estudos concorda que se trata de uma manifestação cultural recente, derivando dos avanços na industrialização e na tecnologia em geral, da ascensão da classe média, da crescente urbanização, do afluxo em massa dos camponeses às cidades, da dissolução das culturas tradicionais e dos folclores, da maior educação do proletariado, da conquista de maior tempo para o lazer e do surgimento da chamada cultura de massa. Gillo Dorfles afirmou que os pressupostos da definição atual de kitsch não existiam na arte pré-moderna, que tinha funções e características em tudo distintas da modernidade, e Hermann Broch considerou-o um filho do Romantismo, compartilhando com ele traços como sentimentalismo e amor ao drama e ao exagero, e definindo beleza como uma característica imanente ao objeto, não mais como era antes, um objetivo transcendente que uma obra finita jamais poderia alcançar. Mesmo que algo como o kitsch possa de fato ter existido antes do século XIX, foi a partir deste período que ele passou a assumir um papel de destaque no mundo da cultura, chegando a estar presente hoje em toda parte.
O primeiro estudo a respeito foi realizado por Fritz Karpfen (Der Kitsch: eine Studie über die Entartung der Kunst, 1925), onde o conceito recebeu o significado de degenerado, sendo usado em seguida pelos nazistas para informar sua política repressora sobre a arte de vanguarda. Walter Benjamin iniciou seus estudos sobre o kitsch no final da década de 1920, continuando-os até os anos 1940. Para ele, kitsch era uma abordagem que dissolvia a distinção entre arte e objeto utilitário, tendo características que anulavam o distanciamento respeitoso invocado pela arte e favoreciam um senso de intimidade sentimental, apelando para a gratificação imediata do público e para o consumo fácil, sem exigir um esforço de elaboração intelectual a respeito do objeto. Theodor Adorno, trabalhando na mesma época, identificou sua origem na cultura de massa e na industrialização, e Norbert Elias escreveu um importante ensaio em 1935, The Kitsch Style and the Age of Kitsch, onde delineou uma cronologia e disse que o kitsch não é definível em relação a qualquer norma estética atemporal e nem pelo gosto da elite, sendo uma falsa categoria estética de uma sociedade que perdeu a confiança em seu próprio estilo. Hans Reimann participou do debate com seu Das Buch vom Kitsch (1936) e Clement Greenberg escreveu em 1939 o artigo Avant-Garde and Kistch, condenando o uso político do kitsch pelos nazistas e afirmando a natureza irreconciliável da oposição entre o kitsch e a arte de vanguarda, definindo o estilo como "a arte da cópia" e das "sensações falsas". Greenberg foi uma notável exceção nos estudos sobre a matéria, que foram desenvolvidos quase exclusivamente por alemães até os anos 70. Embora a definição de Benjamin tivesse se tornado dominante neste intervalo, de acordo com Wilfried Menninghaus sua importante contribuição é muitas vezes negligenciada pelos pesquisadores mais recentes.
No Brasil, a questão foi inaugurada nos anos 1960 por Anatol Rosenfeld, seguido de reflexões por Décio Pignatari e outros.

## Okitsche a estética

### Características gerais e a dinâmica arte popular x arte erudita

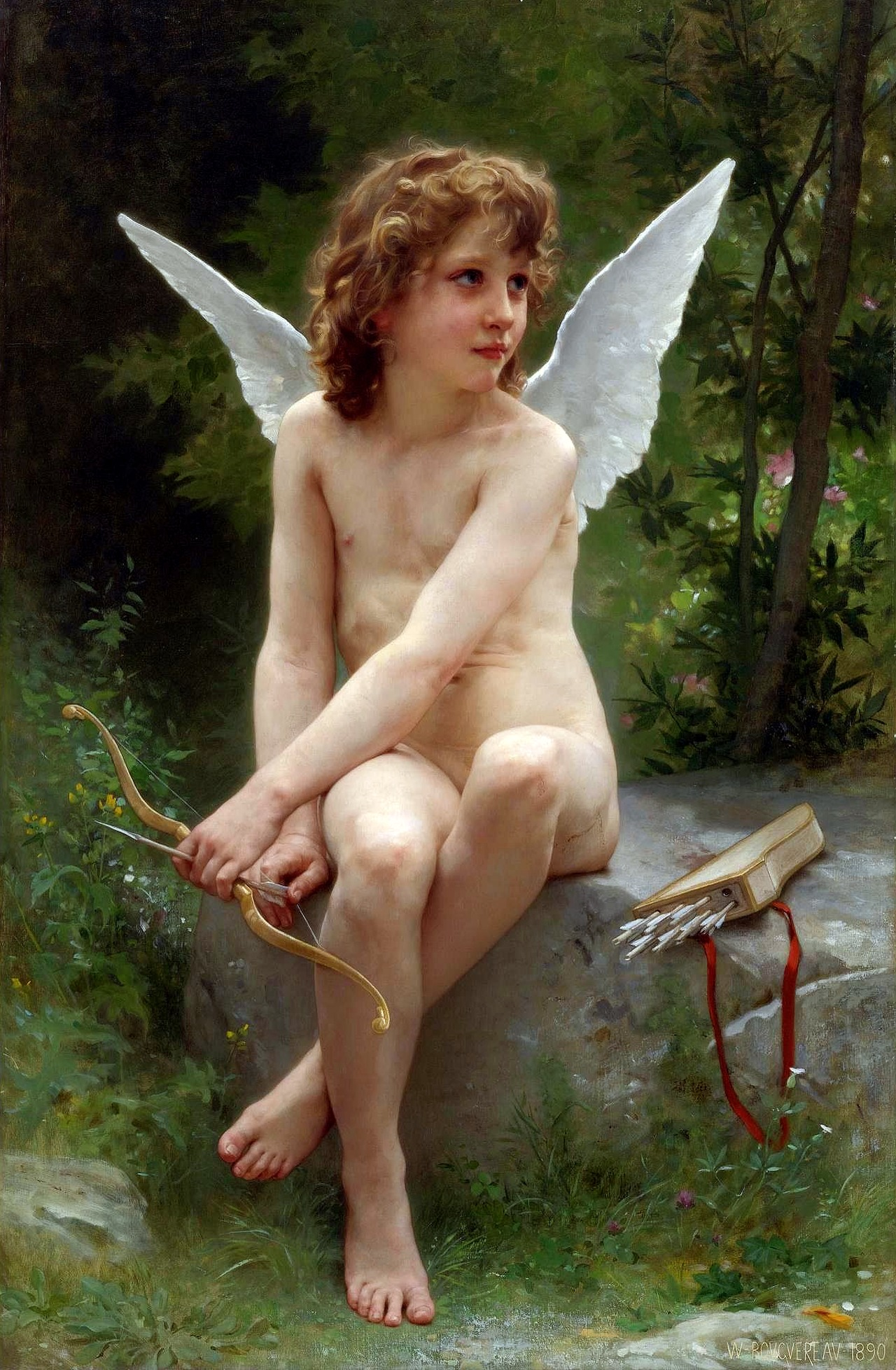
William-Adolphe Bouguereau: "Amor observando", 1890, um exemplo da arte acadêmica condenada pelos modernistas como kitsch

Publicidade de um gadget dos anos 1950: umedecedor de selos em forma de dentadura com língua exposta. A legenda original dizia: "Lamba-os com um sorriso! ... Garantimos que não vai morder!"

Embora Moles o descreva acima de tudo como "uma maneira de ser", o conceito de kitsch é mais empregado no terreno da estética. Sua definição não é fácil, pois, baseando-se geralmente em juízos de valor, padece das inconsistências comuns a todos os tipos de valorações, que variam segundo os tempos, os grupos sociais, as preferências individuais e as geografias, mas geralmente é tido, em suma, como sinônimo de algo banal, barato e de mau gosto. Muitas vezes, é considerado uma oposição completa ao conceito de arte, enquanto outras vezes ele é aceito como arte, mas de má qualidade. A despeito dos esforços dos eruditos em estabelecer definições claras, é problemática a identificação de traços objetivos para descrever um objeto como kitsch. Como observou Tomáš Kulka, tipicamente falta-lhe uma estrutura caracterológica intrínseca que possibilite demonstrar cabalmente que um objeto é de mau gosto ou de escasso valor estético, contrapondo-o ao mundo da "arte", ou pelo menos da arte erudita, e as análises geralmente se baseiam em conceitos paralelos derivados da antropologia, sociologia ou da história para reforçar suas conclusões.
Em que pese a ressalva do autor, vários outros estudiosos apontaram indícios genéricos do que é um objeto kitsch. Entre eles, como se encontra nos sumários do Instituto Itaú Cultural, se destacam: falsificação de materiais (madeira pintada como mármore, objetos de zinco dourados como bronze, sempre procurando aparentar ser algo mais nobre do que é); preferência pela cópia ou adaptação de modelos eruditos; distorções em relação ao modelo original; uso de cores vivas ou em combinações exóticas; tendência ao exagero, ao empilhamento e à acumulação; onivoria e sincretismo; dinamismo, fluência e inconstância; tendência sentimental; funcionalidade deslocada ou minimizada pela ênfase no decorativo; tradução de um código complexo para um mais simples, ao mesmo tempo que dissemina o produto de um público reduzido para um mais vasto.
Moles acrescentou, a estes traços, os de propósito hedonista e ocasionalmente humorístico, alguma dose de surrealismo, alienação, dependência da indústria (é um produto), autenticidade no que se propõe (espontaneidade), heterogeneidade, percepção sinestésica, mediocridade (no sentido de que se adequa ao gosto médio e é por isso democrático), universalidade, ofelimidade, urbanidade e permanência, dizendo jocosamente que ele é tão permanente quanto o pecado. Além disso, Călinescu assinalou que o kitsch pode aparecer somente na dependência de contextos específicos, sem que seus objetos constituintes o sejam, remetendo ao princípio de inadequação estética como característico do kitsch e dando como exemplo hipotético a instalação de um autêntico quadro de Rembrandt no elevador de uma residência milionária. Outros exemplos podem ser materiais descartados usados como decoração, tais como livros estragados, cartões-postais velhos, banheiras antigas enferrujadas e assim por diante.
Desde os louvores de Rimbaud ao "lixo poético" e às "pinturas estúpidas", passando pelas irreverências dadaístas e as extravagâncias oníricas dos surrealistas, a arte de vanguarda no século XX primou pelo uso de uma enorme variedade de procedimentos heterodoxos no intuito de derrubar todas as tradições e questionar as bases da própria arte, emprestando-os diretamente do kitsch por suas virtudes irônicas e iconoclastas. Neste processo em que o kitsch foi incorporado pela vanguarda ao universo da arte culta, a produção da arte acadêmica, antes a forma culta dominante, se tornou reversamente sinônimo de kitsch, acusada de artificial, previsível, estereotipada, banal, sentimental, mercantilista e insensível às demandas por uma nova sociedade.
Quando a vanguarda afinal entrou na moda, isso em meados do século, o kitsch passou a ganhar uma espécie de prestígio negativo, mesmo entre os círculos intelectuais mais sofisticados. Então ele foi incorporado pela cultura camp, onde o mau gosto era cultivado deliberadamente como se fosse um refinamento superior. Susan Sontag cristalizou esta filosofia na frase "é belo porque é feio", que veio a se tornar uma corrente de grande peso na cultura norte-americana do pós-guerra, e dali passou a influenciar uma verdadeira ressurreição do kitsch em larga escala, chegando a ganhar espaço em alguns museus respeitados, redimido pela sensibilidade camp. Ao mesmo tempo, a arte pop também o tomou como referência importante, num período em que a massificação da cultura começava a se tornar um fenômeno global e se tornava tema artístico por si mesma. Vários artistas destacados desta escola, como Andy Warhol, Roy Liechtenstein e Richard Hamilton, incorporaram, como crítica social ou como humor, traços kitsch e ícones populares em suas obras, tais como fragmentos de histórias em quadrinhos e imagens de astros do cinema, contribuindo para tornar a arte culta mais acessível às massas e livrar um pouco o kitsch de suas conotações negativas.

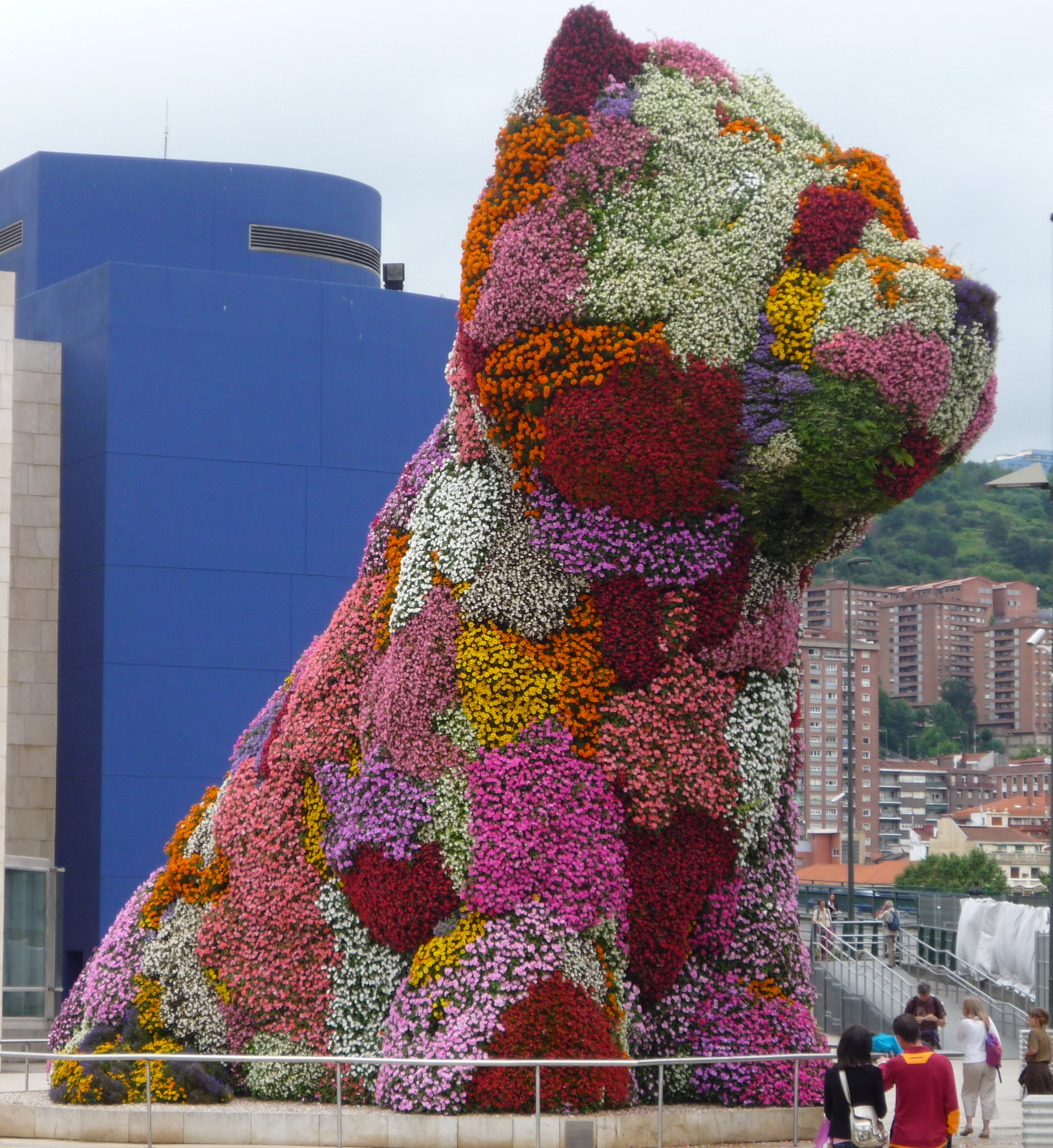
Jeff Koons: Puppy, 1992, escultura contemporânea na forma de um cão gigante realizada com flores

Este período coincidiu, segundo Moles, com a crise do funcionalismo - a estética típica da Bauhaus e um dos grandes adversários do kitsch - e com o encerramento do ciclo do "kitsch histórico", dando lugar ao "neo-kitsch", quando ocorreu grande expansão nos varejos e consolidou-se a "estética das redes de supermercado", onde primam o princípio da uniformidade e o da obsolescência acelerada dos bens de consumo, estimulada pela criação de necessidades artificiais e pela introdução de processos de extinção programada daqueles bens. Entra, em cena, um elemento lúdico, popularizam-se o plástico e os gadgets, e o discurso oficial prega "conforto e felicidade para todos".
Esgotando-se as vanguardas modernistas, que haviam assumido a responsabilidade de destruir a tradição e inventar um novo paradigma de cultura, consolidou-se, a partir dos anos 1980, a pós-modernidade, desenvolvendo uma ampla, flexível e pluralista revisão do passado artístico da sociedade ocidental e questionando se toda aquela destruição teria valido a pena. Aqui, o fenômeno kitsch adquiriu foros de verdade artística, e o que para os modernos era mau gosto e tradição foi reincorporado como citação positiva em obras pós-modernas numa frequência tal que se tornou lugar-comum, em evocações nostálgicas ou piedosas, referências irônicas, humor, combinações anárquicas, contraditórias e carnavalescas de estilos históricos díspares, anacronismos deliberados, paráfrases e comentários.
A situação se tornou complexa ao ponto de que os limites da arte se tornaram atualmente tão fluidos e vagos que fica extremamente difícil o julgamento crítico mesmo para os peritos no assunto. Assim como o kitsch sempre dependeu da referência culta, a sua apropriação pela cultura erudita continua sendo uma tendência forte, a exemplo da influente obra de artistas como Jeff Koons, Damien Hirst, Mariko Mori e Banksy, que transformam-no em vanguarda estética.

### Aspectos centrais
O problema básico que o kitsch levanta para a crítica é o relativismo do que se considera bom ou ruim. Vários autores recentes têm acentuado a importância desse relativismo como forma de legitimação da alteridade, mas novamente Kulka fez notar que embora bom ou ruim sejam conceitos relativos, o são em referência a um determinado contexto cultural onde valores gerais persistem válidos, sem significar que o relativismo possa ser reduzido a um problema de gosto pessoal. Também disse que embora o kitsch tenha sido cooptado por artistas cultos, raramente ele em sua pureza conseguiu ganhar reconhecimento da crítica por suas virtudes próprias, já que na maior parte das vezes é usado de forma consciente por aqueles artistas como elemento citacional de ironia, paródia ou crítica social e cultural.

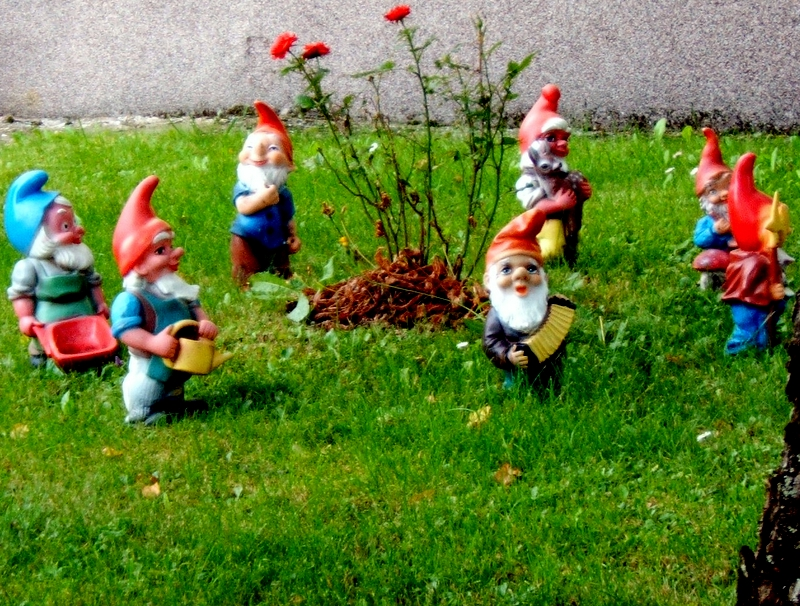
Anões de jardim

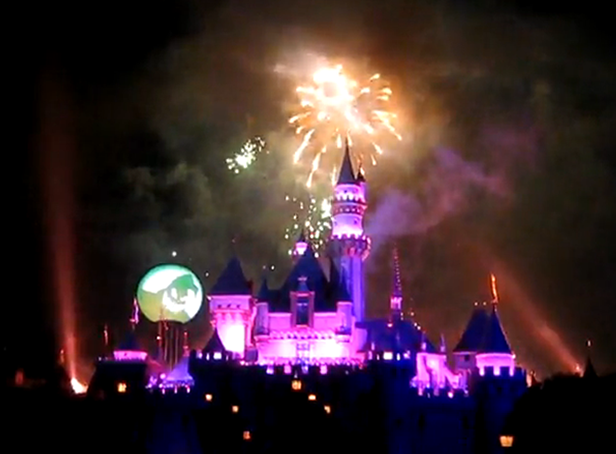
O Castelo da Bela Adormecida na Disneylândia

Acima de tudo, o que parece essencial ao conceito é sua carga emotiva, e para ser eficiente ele precisa ser explicitamente narrativo, facilmente compreensível pelo seu público. Objetos kitsch como regra desencadeiam uma resposta emocional automática e irrefletida. Gatinhos de porcelana, estátuas de gesso para culto religioso, bonecos de pelúcia, anões de jardim, paisagens tropicais estereotipadas com coqueiros ao pôr do sol, representações de mães com bebês ou de crianças chorando, postais de vilas nevadas na Suíça, essas e outras imagens recorrentes no mundo kitsch são descritas como bonitinhas, simpáticas, doces e outros adjetivos afetuosos, que descrevem emoções universais, ao mesmo tempo em que invocam uma certa autocomplacência, manifesta no reconhecimento daquela universalidade e de que a resposta emocional foi correta. Milan Kundera refletiu que "o kitsch provoca duas lágrimas em rápida sucessão. A primeira diz: Que lindo é ver crianças correndo pelo gramado! A segunda diz: Como é bom sentir-se tocado, junto com toda a humanidade, ao ver crianças correndo pelo gramado! É a segunda lágrima que faz o kitsch ser kitsch".
Ao contrário da arte contemporânea, que, em suas formas mais radicais, pretende a subversão do sistema criando novos parâmetros culturais, perceptivos e ideológicos, o objetivo do kitsch não é criar novas expectativas, nem desafiar o status quo, mas sim agradar ao maior número de pessoas possível, satisfazendo as expectativas já existentes, explorando impulsos humanos básicos relativos à família, à raça, à nação, ao amor, à nostalgia, às crenças religiosas, às posições políticas, podendo tornar-se, mais do que uma preferência estética, uma forma de vida se a ausência de questionamento e a aversão a encarar o lado sombrio da existência forem reiteradas consistentemente. Para Abraham Moles, o kitsch é "a arte da felicidade". Outra faceta disso é a infantilização do imaginário popular, com exemplos óbvios na estética da Disneylândia - chamada por Baudrillard de "microcosmo do ocidente" - e na proliferação dos cartoons japoneses, ambos dinamizando mercados riquíssimos.
Bert Olivier entendeu que, desde o florescimento da pós-modernidade, a cultura contemporânea parece especialmente afeita à sedução do kitsch, enfatizada por um deslocamento da atenção do objeto de desejos para a busca de sentimentos substitutivos de caráter egocêntrico. Isso se manifesta na preferência por imagens descontextualizadas, imitações e simulacros, numa cultura saturada de imagens e permeada de virtualidade como é a contemporânea. Disse que esta impressão é corroborada pela onipresença de produtos "viciantes" como telenovelas açucaradas, filmes pasteurizados de Hollywood e videogames excitantes, que oferecem intensidade emocional na ausência de objetos reais e, com suas cenas de conflito contra opressores fictícios resolvidas de encomenda, eliminam a necessidade do observador de identificar os opressores no mundo real e combatê-los, funcionando como uma catarse vicarial.

### Apreciações
Ainda que, hoje em dia, o kitsch já receba visões favoráveis, muitos estudos ainda o interpretam negativa ou derrisoriamente, quando não continuam citando condenações morais que lhe foram lançadas há muitos anos, o que na opinião de alguns trata-se de uma evidência de elitismo, arrogância e etnocentrismo na acepção do conceito, usado pelas classes dominantes para desqualificar a arte que agrada o povo inculto. Como exemplos, na opinião de Hermann Broch, quem produz objetos kitsch não é só um mau artista, é acima de tudo "um depravado, um criminoso que deseja o mal radical", Roger Scruton considerou-o sinal de uma deficiência emocional, uma estética cruel que "transforma o ser humano em uma boneca, que num momento cobrimos de beijos e no outro despedaçamos", e para Umberto Eco o kitsch é uma quase nulidade, não passa de "uma citação incapaz de produzir um contexto novo". Porém, ignorando as censuras, tornou-se um fenômeno global e um gigantesco sucesso comercial, e neste ponto está em grande vantagem em relação à arte culta. Francis Frascina, constatando essa universalidade, comentou:
"O kitsch não se confinou às cidades onde nasceu, mas derramou-se pelo campo, substituindo as culturas folclóricas. Nem demonstrou levar em consideração fronteiras geográficas e culturais. Sendo um outro produto do industrialismo ocidental, saiu em um tour triunfante em volta do mundo, eliminando e desfigurando culturas nativas em um país colonizado após outro, de modo que atualmente está em vias de se tornar uma cultura universal, a primeira cultura universal da história. Hoje o chinês, não menos do que o índio sul-americano, o hindu, não menos que o polinésio, preferem capas de revista, estampas em série e garotas de calendário em vez dos produtos de sua arte nativa. Como esta virulência, esta atração irresistível, pode ser explicada? Naturalmente, o kitsch industrializado é mais barato do que um artefato feito à mão, e o prestígio do ocidente também ajuda, mas por que o kitsch dá muito mais lucro do que um Rembrandt? Mais uma vez, porque tudo pode ser copiado de forma mais barata".

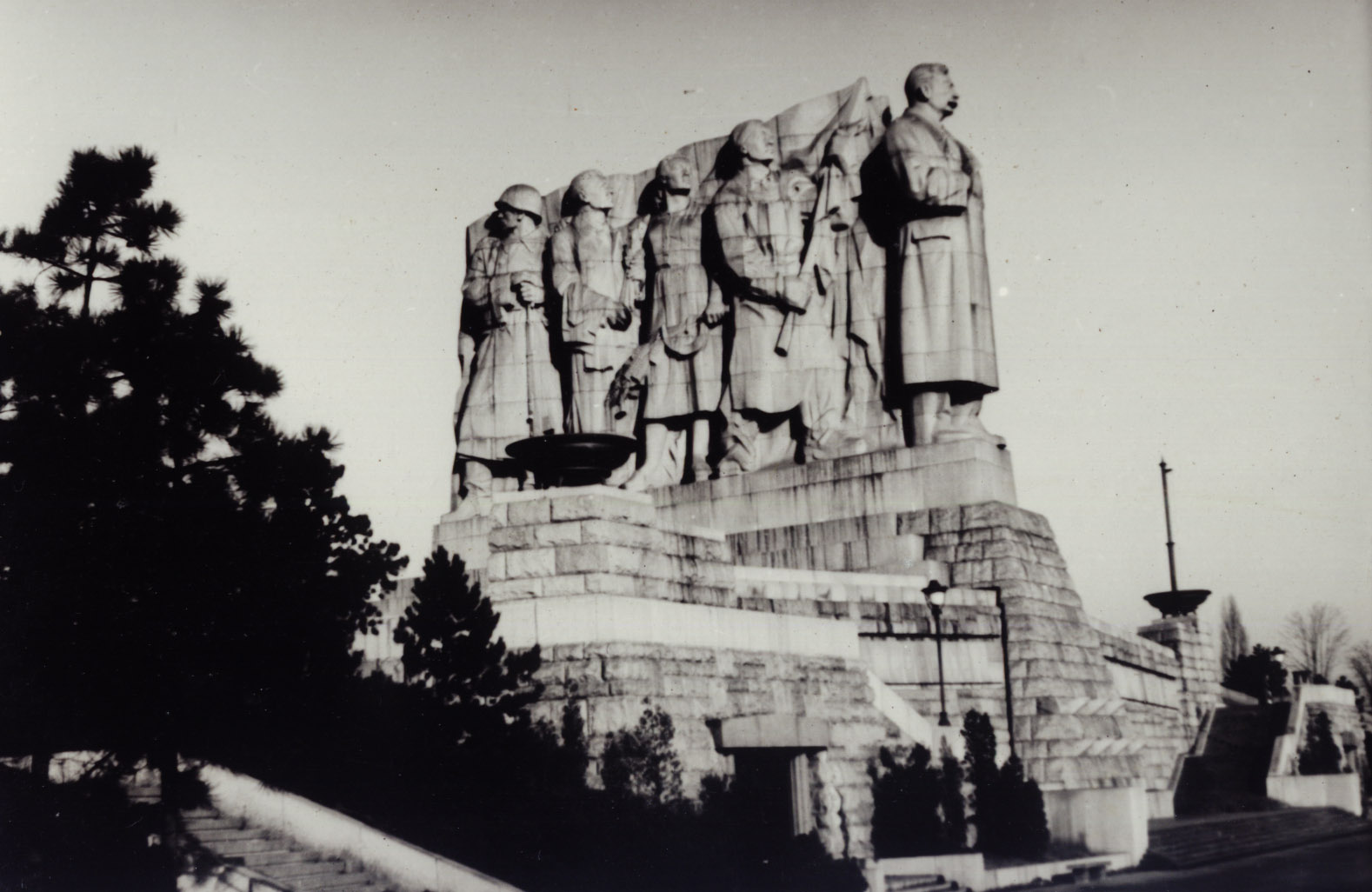
Detalhe do apologético "Monumento a Joseph Stalin", em Praga, construído em 1955 e destruído em 1962, um exemplo da arte pública socialista

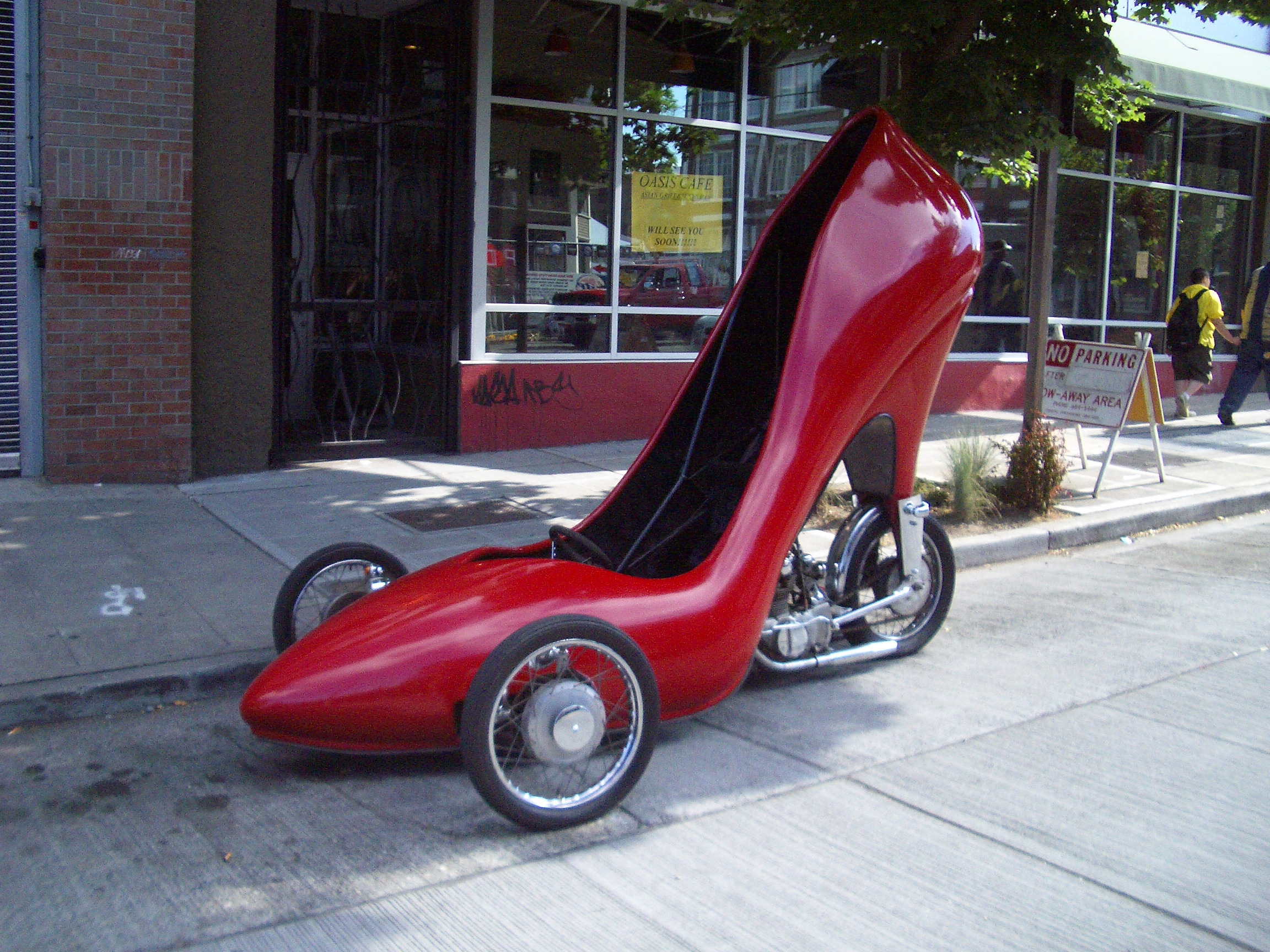
Triciclo motorizado nos Estados Unidos, associando as formas da motocicleta e do sapato feminino, dois ícones-fetiches na sociedade capitalista do ocidente.

Sua influência se torna tão penetrante também porque ele anda paralelo ao processo moderno de educação das massas, estando presente em escolas e na propaganda oficial na forma de simbologias e iconografias estereotipadas a respeito da pátria, da família, da moralidade, dos costumes e valores, que tendem a criar uma consciência coletiva complacente e alienada da realidade, sendo notórios os casos extremos de Hitler, Stalin e Franco, entre outros, que usaram sua estética programaticamente para alcançar objetivos totalitários e formar um gosto nacional.
Por outro lado, seus méritos têm sido reconhecidos em alguma medida, e torna-se difícil até desqualificá-lo baseando-nos no que a estética descreve como boa arte: uma atividade ou produto criado com o propósito único do deleite perceptivo e tendo como fim a si mesma - a ideia de "arte pela arte". É na verdade curioso que os seus consumidores sejam em geral mais esteticistas do que o próprio público da arte erudita, que muitas vezes usa a arte para fins outros que não ela mesma, tais como para sinalizar status social e atestar a posse de uma cultura refinada. Para Frascina nem um único item kitsch é inteiramente desprovido de algum valor positivo, e lembrou que ele dá emprego e lucro para milhões de pessoas. Milan Kundera pensou que "ninguém é super-homem o bastante para escapar completamente ao kitsch... Não importa o quanto o desprezemos, ele é uma parte integral da condição humana";  Eugene Goodheart imaginou que "deve haver algo em todos nós que deseja o kitsch, que precisa do kitsch... É um apetite comum a todo mundo"; para Alexis Boylan ele é útil como indicador de tensões artísticas e para o entendimento da natureza da cultura visual contemporânea, e na opinião de Adonay Ariza, elaborando a partir Moles, "o kitsch se reafirma como uma forma de intertextualidade, através das adaptações que realiza de novidades estéticas a objetos e formas tradicionais, e da inserção que lhes dá em diversos espaços. Também não deixa de ser um modo de acesso à cultura por parte do grande público, na medida em que representa um elemento de mobilidade social, um sistema de pedagogia popular e uma forma de relacionar arte com a vida".
Moles reiterou que o kitsch tem uma função pedagógica importante numa sociedade burguesa, constituindo uma passagem obrigatória na educação do gosto popular, conduzindo do falso em direção ao autêntico: "por um processo de depuração constante, constroi-se o bom gosto através de uma ascensão por filtragem". Robert Solomon fez uma ampla defesa do kitsch em seu livro In defense of sentimentality (2004), onde contestou os principais argumentos levantados contra ele e concluiu que são baseados muitas vezes em exageros, em conceitos inconsistentes e na frequente inabilidade do homem contemporâneo educado em lidar com a manifestação pública de sentimentos como a ternura e o amor, acusando ainda seus detratores de não penetrarem suficientemente fundo na essência da cultura popular, denegrindo-a injustamente.
Não obstante as contradições e as enormes dificuldades de clarificação objetiva, o conceito permanece em largo uso como uma definição de uso prático, e na apreciação de Matei Călinescu,
"Estamos lidando com uma das mais desconcertantes e inapreensíveis categorias da estética moderna.... Como a própria arte, da qual ele é ao mesmo tempo imitação e negação, o kitsch não pode ser definido a partir de um único ponto de vista. E novamente como a arte - ou aqui como antiarte - o kitsch recusa entregar-se até mesmo a uma definição negativa, porque ele simplesmente não possui um conceito oposto suficientemente forte e nítido".

## Na política e na economia

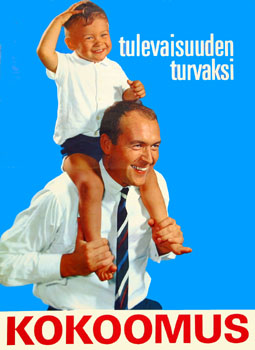
Cartaz de propaganda política na Finlândia instando os eleitores a votarem no Partido de Coalizão Nacional em 1964

A preponderância do fator emocional não impede que o kitsch seja usado de formas politizadas, ao contrário, isso até favorece este uso. Como analisou Catherine Lugg, o kitsch é "uma poderosa construção cultural planejada para colonizar a consciência do receptor. Como tal, o kitsch é a bela mentira. Ele reassegura e conforta o receptor através da exploração de mitos culturais e de um simbolismo rapidamente compreensível.... nunca desafia nem subverte a ordem social maior, porque ele deve pacificar, e não provocar".
Um exemplo deste uso é na elaboração de campanhas eleitorais, que se valem de uma vasta panóplia de símbolos patrióticos, de imagens tocantes do povo sofrido, de slogans bombásticos mas essencialmente vazios, de oradores carismáticos, de jingles sedutores e facilmente memorizáveis, de promessas que muitas vezes jamais serão cumpridas, de evocações mitificadas de um passado nacional ou partidário glorioso e de profecias sobre uma brilhante utopia social, exigindo nada dos eleitores senão uma tácita complacência desprovida de qualquer senso crítico, bombardeando o público através de agressiva propaganda em veículos de comunicação de massa como a televisão e o rádio. Neste sentido, o kitsch equivale a uma lavagem cerebral e à política do pão e circo. Murray Edelman observou que essa multidão de símbolos, inculcada sobre as pessoas desde a infância - e aqui se patenteia a influência da estética kitsch na educação -, é eficiente porque "se tornam aquela faceta da experiência do mundo material que lhe empresta significado", mesmo que tais símbolos possam não ter uma base factual verdadeira e possam contribuir para a manipulação da opinião pública e para o declínio da faculdade crítica da população, minando o exercício da cidadania consciente.
Alexis de Tocqueville já no início do século XIX escrevia, em De la démocratie en Amérique, que a democracia moderna impôs um rebaixamento estético tanto nos critérios de produção como nos de consumo, pois o número de consumidores aumentou - a classe média - mas a elite endinheirada e culta relativamente diminuiu. Com isso os artistas e artesãos se viram compelidos a produzir com grande rapidez uma grande quantidade de bens imperfeitos, onde a imitação e a falsificação assumiam um novo significado: "A produção é mais numerosa, mas o mérito de cada obra é menor. Já incapazes de se elevar ao que é grande, os artistas cultivam o que é bonitinho e elegante, onde aparência atrai mais do que realidade... Quando cheguei a Nova Iorque pela primeira vez, fiquei surpreso ao perceber, ao longo da praia, a alguma distância da cidade, um considerável número de pequenos palácios de mármore, construídos no estilo da arquitetura antiga. Quando no dia seguinte fui inspecioná-los, descobri que suas paredes de mármore eram na verdade tijolo caiado, e que suas colunas eram de madeira pintada".

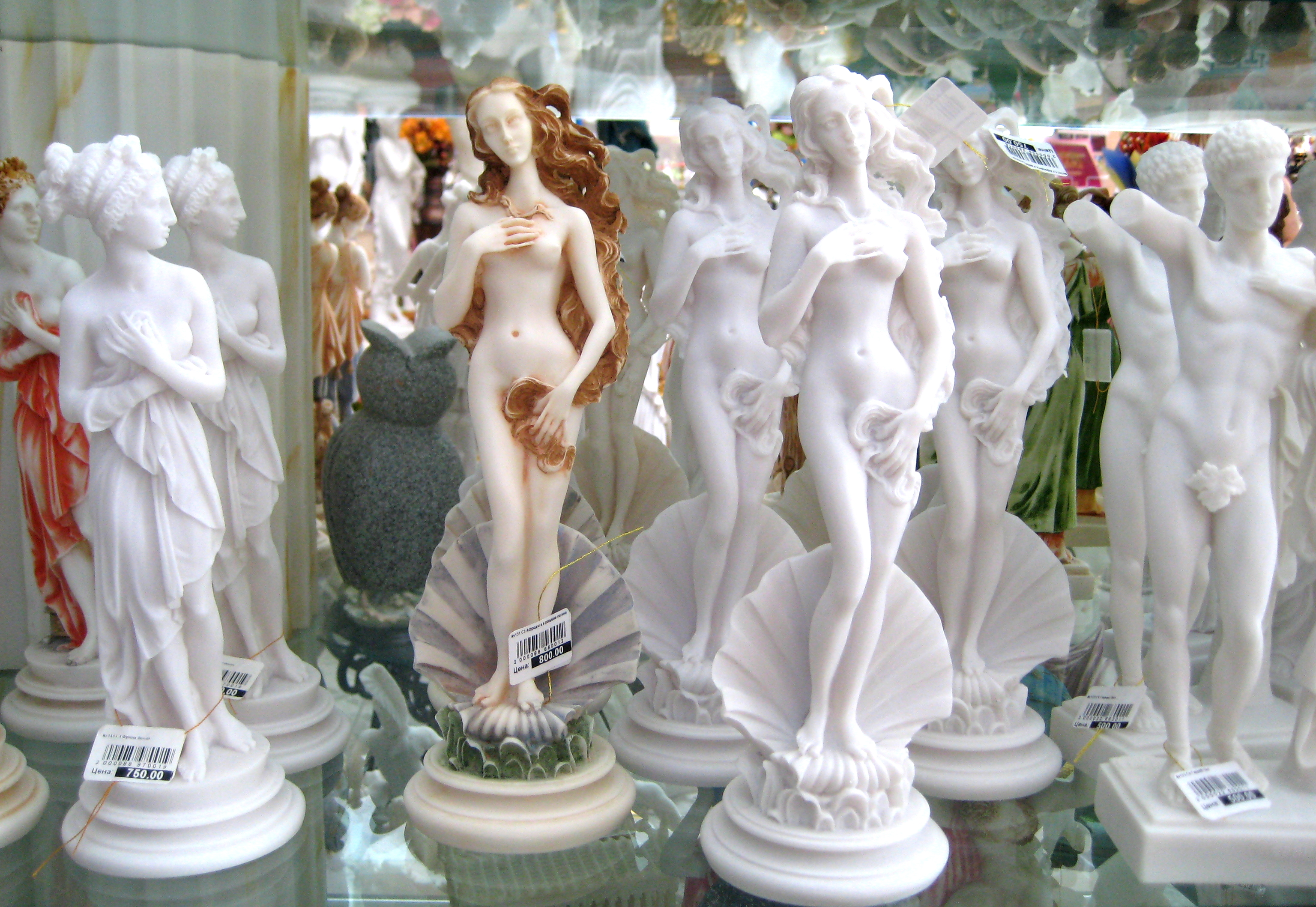
Reproduções de estatuária clássica e da imagem central da pintura "O Nascimento de Vênus", do renascentista Botticelli, na forma de estatuetas baratas produzidas em série. Os materiais também são baratos: usualmente gesso, resina ou plástico. Comparadas com seus modelos, essas "cópias" apresentam proporções muito deformadas, e o acabamento dos detalhes é sempre tosco

Esta queda na qualidade geral da arte, como notaram diversos outros escritores ao longo dos últimos dois séculos, foi atribuída em grande parte ao desejo da classe média pela ostentação de uma sofisticação e cultura que ela na verdade não possuía, sendo de um lado incapaz de adquirir arte de qualidade elevada e de outro inábil para distingui-la da arte de má qualidade. Porém, parece ter existido também um elemento complementar àquele desejo, um elemento legitimador em termos humanos, o de tentar uma aproximação a um mundo melhor e mais bem-aventurado, como o que esta classe social via ser apanágio das elites. Assim, o kitsch leva uma mensagem utópica, é "uma fuga para o idílio da história", como descreveu Hermann Broch, "uma paródia de catarse", nas palavras de Theodor Adorno.
Călinescu complementou essas ideias afirmando que ele mantém fortes suas ligações com a economia, dependendo do consumismo e da rápida obsolescência de todos os produtos, e sua presença em países do terceiro mundo muitas vezes é tomada como uma evidência de "modernização". Na observação de Abraham Moles, o kistch é "o resultado do excesso de meios em face das necessidades". A proliferação de reproduções baratas de virtualmente tudo tem um grande apelo econômico para a população desfavorecida, sendo limitado apenas pelas possibilidades do mercado. A hierarquia de valores é estabelecida somente pela demanda, em réplicas de acabamento tosco tiradas em série em materiais comuns como o gesso, o plástico, a resina, a cerâmica, a impressão gráfica, de obras que em sua origem derivavam seu valor da sua sofisticação, preciosidade, inimitabilidade e raridade. Nem todos podem se dar ao luxo de adquirir uma obra de arte autêntica, ainda mais se for celebrada, ou se dirigir a um grande museu para vê-la ao vivo, então é muito mais fácil comprar uma estatueta imitando o "Nascimento de Vênus" de Botticelli para colocar numa prateleira sobre o sofá da sala, onde ela poderá ser contemplada diariamente com todo o conforto.

## Okitsch sacro
Similares são as associações do kitsch com religiões salvacionistas como o cristianismo. Nestas correntes, a felicidade final acontece somente após a morte, quando a alma se eleva a um paraíso de beatitudes eternas. Em outras sociedades em que prevalece a ideia de que o tempo é circular, a despeito das dificuldades passageiras a continuidade da vida é assegurada num universo em essência harmônico. Ao contrário, nas religiões salvacionistas o mundo é concebido como essencialmente mau, o que impõe a necessidade de uma libertação definitiva, fundada numa ética de postergação da gratificação e numa perspectiva evolucionista da vida. Contudo, ocorre que, com o advento da modernidade, muitos mitos religiosos se exauriram e perderam apelo popular, ao mesmo tempo em que as mudanças vertiginosas em toda a sociedade desencadearam o nascimento de um sentimento de ansiedade diante da impermanência das coisas e da instabilidade das tradições. Isso converge com a crítica política de que o kitsch serve como um sedativo para as dores do mundo, e o imaginário cristão transborda de representações adocicadas e pré-digeridas da promessa da recompensa pós-morte, tornando-se assim produtos para consumo e conforto imediatos e incitando respostas previsíveis sem a necessidade de fundas reflexões.

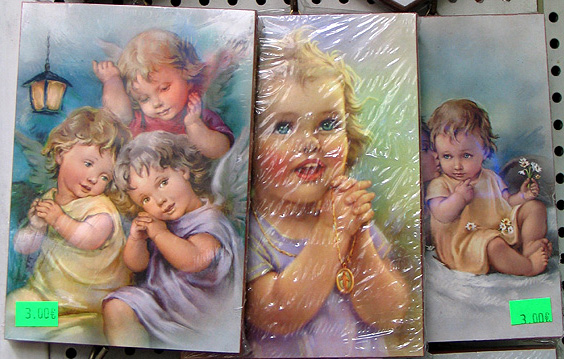
Estampas de anjinhos à venda na loja de artigos religiosos no santuário de Lourdes

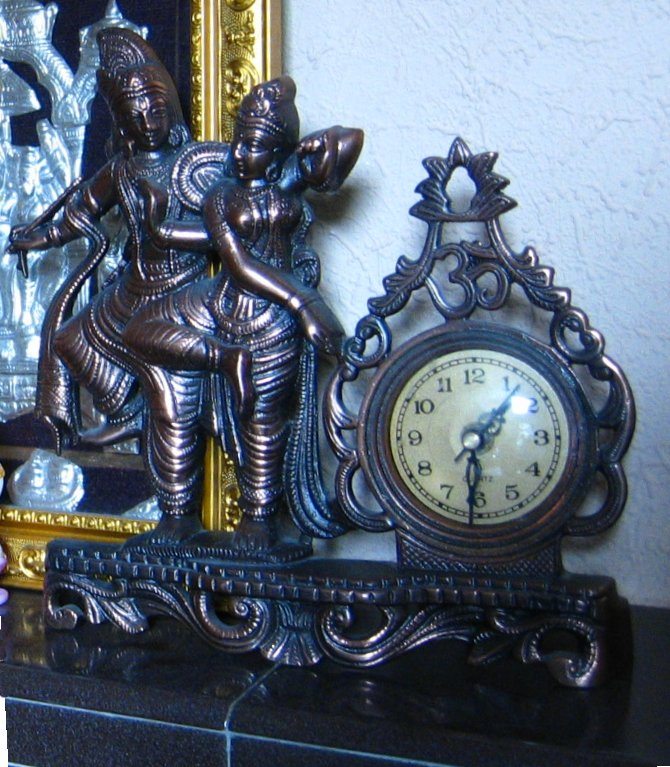
Relógio com estatuetas de Krishna e Radha

Entretanto, a análise do kitsch em relação à arte sacra é delicada e dependente de uma ampla variedade de determinantes, e muitos acadêmicos, bem como líderes religiosos, por isso a têm evitado, não desejando ferir suscetibilidades. Reconhecem que, mesmo uma arte sacra sendo kitsch, ela, muitas vezes, exerce uma influência positiva junto ao público a que se destina. Por isso, há quem considere a qualidade da arte, no que toca à religião, um assunto de menor relevância, levando em conta os objetivos espirituais legítimos que ela almeja, tornando-se sua crítica quase sinônimo de impiedade. Mesmo quando cristãos admitem que a arte que preferem contemplar é kitsch, encontram razões teológicas ou humanísticas para defendê-la, minimizando a questão estética. David Morgan lembrou que o reconhecimento da legitimidade de sentimentos como doçura, amor e ternura, centrais na religiosidade popular, é fator indispensável para a compreensão do fenômeno kitsch na esfera da arte sacra. Além disso, observou que esse tipo de imagem raramente é usada sozinha, sendo apenas uma parte de um leque de práticas piedosas, que incluem oração, cultivo de tradições antigas e outras que, juntas, formam um todo complexo, organizado e coerente.
Outros, porém, consideram que a arte sacra kitsch cobra um preço alto em troca do proveito que tenciona produzir, conduzindo a um rebaixamento da espiritualidade e um relaxamento da vivência de seus rigores inerentes, substituindo-os por mero sentimentalismo fácil. Paul Coates chegou a afirmar que esta arte é uma fórmula impotente que não só banaliza e emascula os sujeitos sublimes que representa, mas os cobre de ridículo, o que parece se confirmar na existência não apenas de arte sacra de má qualidade, mas também de uma avalanche de itens que só cabem nas categorias de souvenir ou pura quinquilharia, embora decorados com imagens da religião. Ao mesmo tempo, surgem novos cultos que se caracterizam como kitsch pelo seu proselitismo espetaculoso e emocional, pelas suas numerosas concessões a preferências individuais e pela sua falta de sólidos fundamentos morais. Disse David Klinghofer que "esta diluição cria uma sensação de espiritualidade sem exigir uma crença ortodoxa e uma ação definida. O resultado é que a Igreja perde membros para alternativas como as academias de ginástica, a política, os movimentos New Age". Richard Neuhaus continuou a ideia considerando que "se a religião que está florescendo atualmente é uma 'religião nos meus próprios termos', então a secularização triunfou de todo, uma vez que uma religião deste tipo se destina a atender necessidades e abandonou a função de transmitir verdades".
Nem só as religiões ocidentais experimentam os efeitos do kitsch. Na Tailândia, recentemente foi criada uma imagem gigante do Buda com o aspecto de um super-homem, quebrando uma arraigada tradição iconográfica, o que desencadeou uma grande polêmica a respeito da irreverência do artista. O governo chegou a recomendar que ela fosse destruída. No Japão, no Sri Lanka e na China, novamente o budismo, bem como outras tradições imemoriais, vêm sofrendo uma massificação. Em parte causada por um rápido acúmulo de uma vasto corpus de pesquisas acadêmicas laicas realizadas por ocidentais, que dessacralizam os mitos, estimula-se paralelamente o incremento do turismo e uma banalização da espiritualidade através do aparecimento massivo de artigos, artes e práticas pseudorreligiosos como roupas íntimas zen, óperas, estátuas e templos feéricos, incensos afrodisíacos, terapias alternativas, "perfumes Samsara" e outros produtos de apelo popular. Da mesma forma, um conhecimento imperfeito do budismo pelos ocidentais, que o disseminam à larga em suas terras de origem, dá lugar a práticas kitsch que contemplam o comodismo antes do que o ascetismo, imitando o que sucede no cristianismo. Fenômenos semelhantes são visíveis no hinduísmo contemporâneo, produzindo legiões de simpáticos Ganeshas e doces Krishnas com circulação no oriente e ocidente, desvirtuando ao mesmo tempo as tradições musicais, iconográficas e literárias, transformando templos seculares em locais de entretenimento e transportando imagens sagradas para as histórias em quadrinhos, brinquedos e outros objetos de consumo de massa.

## Okitscherótico

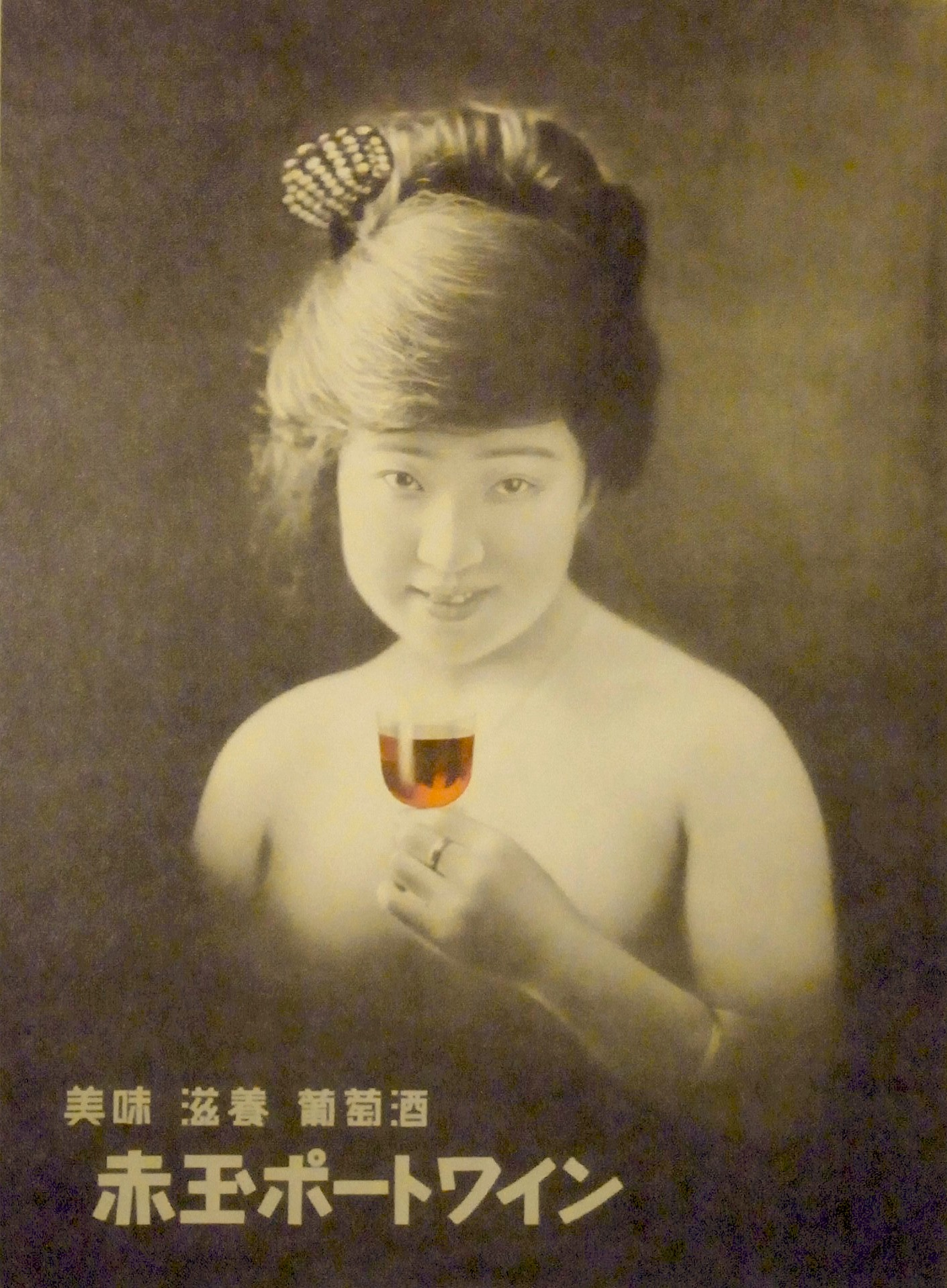
Toshiro Kataoka: cartaz publicitário japonês do vinho Akadama, 1922

Nas palavras de Karsten Harries,
"O anseio pelo kitsch surge quando a emoção genuína se torna rara, quando o desejo adormece e precisa de estímulo artificial. O kitsch é uma resposta ao tédio. Quando os objetos já não podem despertar o desejo, a pessoa deseja o desejo. Mais precisamente, o que se desfruta ou procura não é um determinado objeto, mas uma emoção, um 'clima', e até mesmo, ou antes especialmente, se não ocorre um encontro com um objeto que poderia garantir aquela emoção. Assim o kitsch religioso busca despertar a emoção religiosa sem um encontro com Deus, e o kitsch erótico busca dar sensações de amor sem a presença do outro amado... O kitsch cria uma ilusão com o objetivo de dar prazer individual".
Permanece a ideia de que o kitsch erótico aparece quando o confronto com o outro é evitado, eliminando a possibilidade do conflito, um traço especialmente marcante nas sociedades desenvolvidas e em desenvolvimento, onde as imagens mediatizadas se tornam uma presença constante. A kitschização do erotismo também é clara na pornografia em sua versão soft-core, presente no cinema, na tevê, na Internet, na publicidade, nas artes plásticas e nas mídias impressas, oferecendo, para visualização de um grande público, corpos de homens e mulheres que seduzem em atmosferas romantizadas, fantasiosas e às vezes "inocentemente" infantilizadas, mas sempre picantes. Esta abordagem, estilizando e estetizando os objetos de desejo, cultiva o voyeurismo e suaviza qualquer possível culpa pelo desfrute do corpo alheio sem sua presença física ou seu consentimento explícito. Como disse Ugo Volli, "no momento em que o homem transforma o sexo em um objeto estético ou científico já não existe razão para envergonhar-se dele", no que concorda Thorsten Botz-Bornstein ao afirmar que "a pornografia como arte é inocente porque se torna pornokitsch".
Nem só a pornografia soft é considerada kitsch, ele se manifesta também na forma da banalização do sexo em produtos utilitários os mais disparatados que chegam às raias do grotesco, como bules com bico em forma de pênis, pias em forma de vulva, almofadas em forma de seios, calcinhas comestíveis, camisetas com estampas de sexo explícito e palavrões obscenos, e tudo mais que a imaginação puder conceber, havendo mercado para tudo. O fenômeno é especialmente marcante na publicidade contemporânea, que usa a imagem erotizada da mulher e do homem como atrativo para vender qualquer tipo de coisa, veiculando preconceitos, estereótipos e evidenciando uma tendência à exploração e manipulação do ser humano para fins comerciais. Herman Bruce acredita que o kitsch também é aparente na atual "cultura do corpo", com suas manias por dietas, cirurgias plásticas, academias de ginástica, bodybuilding, cosméticos, criando um universo imagético que apresenta modelos estereotipados como ideal de beleza e como projeto de vida para o consumo de massa, movendo uma indústria milionária.